# Aeroportul Arvaikheer
Aeroportul Arvaikheer (IATA: AVK, ICAO: ZMAH) este un aeroport din Arvaikheer⁠(d), Öwörchangai-Aimag, Mongolia.
Situat la o altitudine de 1.783 m, aeroportul dispune de o singură pistă.